# TASS được quyền tuyên bố... (phim)
TASS được quyền tuyên bố... (tiếng Nga: ТАСС уполномочен заявить…) là một bộ phim trinh thám - gián điệp được chuyển thể từ tiểu thuyết cùng tên của nhà văn Yulian Semyonov, ra mắt lần đầu vào mùa hè năm 1984.

## Diễn viên
- Vyacheslav Tikhonov... Konstantin Konstantinov (Tổng Giám đốc KGB)
- Yury Solomin... Vitaly Vsevolodovich Slavin (Đại tá KGB)
- Nikolai Zasukhin... Pavel Trofimovich Makarov (Đại tá KGB)
- Vakhtang Kikabidze... John Glebb (Điệp viên CIA tại Trazilende)
- Aleksey Petrenko... Paul Dick (phóng viên "Bưu điện Hoa Kỳ")
- Ivars Kalnins... Minayev
- Nikolai Mikheyev
- Nikolai Skorobogatov... Oleg Karpovich Arkhipkin (người làm vườn ở Đại sứ quán Liên Xô)
- Mikhail Gluzsky... Fyodorov
- Irina Alfyorova... Olga
- Vladlen Davydov... Yeryomin
- Boris Khimichev... Michael Welsh
- Georgy Teykh... Nelson Green
- Mikhail Zhigalov... Paramonov
- Aristarkh Livanov
- Vladimir Mashchenko
- Zhanna Prokhorenko... Paramonova
- Yeleonora Zubkova... Pilar
- Bolot Beyshenalyev... Tham tán Sứ quán Lào
- Vladimir Belousov... Tsyzin
- Vatslav Dvorzhetsky
- Konstantin Karelskikh... Luns
- Aleksandr Karin
- Boris Klyuyev... Dubov "Trianon"
- Ervin Knausmyuller... Đại sứ Mỹ
- Kalifa Konde... Ogano
- Ermengeld Konovalov... Stau
- Leonid Kuravlyov... Zotov
- Marina Levtova... Vronskaya
- Pavel Makhotin... Yarantsev
- Heino Mandri... Lorence
- Mikk Mikiver... Donald Gee
- Aleksandr Pashutin... Gmyrya
- Tatyana Plotnikova... Nyazmetova
- Viktor Shulgin... Vogulyov
- Lyudmila Solodenko... bác sĩ
- Valentina Titova... Potapenko
- Olga Volkova... Emma Schanz
- Leonid Yarmolnik... Grechayev
- Georgy Yumatov... Ivan Trắng